# SN 2008X
SN 2008X – supernowa typu II-P odkryta 7 lutego 2008 roku w galaktyce NGC 4141. W momencie odkrycia miała maksymalną jasność 17,60m.